# Taça João Ferrer de 1911
Segunda e última edição da Taça João Ferrer.
Como na 1ª edição todos os jogos foram disputados no campo da Rua Ferrer, em Bangu.
Assim como na 1ª edição, o Bangu foi o campeão.

## Participantes
- OBS: O Esperança abandonou a competição após a 2ª rodada.

## Jogos
| 16 de julho | Bangu | 6 - 2 | Esperança | Campo da Rua Ferrer |
|             |       |       |           |                     |

| 13 de agosto | Brasil | 2 - 1 | Esperança | Campo da Rua Ferrer |
|              |        |       |           |                     |

| 3 de setembro | Bangu | 7 - 1 | Brasil | Campo da Rua Ferrer |
|               |       |       |        |                     |

| 12 de novembro | Brasil | WO - O | Esperança | Campo da Rua Ferrer |
|                |        |        |           |                     |

| 15 de novembro | Bangu | WO - O | Esperança | Campo da Rua Ferrer |
|                |       |        |           |                     |

| 26 de novembro | Bangu | 3 - 0 | Brasil | Campo da Rua Ferrer |
|                |       |       |        |                     |

## Classificação Final
| Classificação Final | Classificação Final | Classificação Final | Classificação Final | Classificação Final | Classificação Final | Classificação Final | Classificação Final | Classificação Final | Classificação Final | Classificação Final |
| Times               | Times               | Pts                 | J                   | V                   | E                   | D                   | GP                  | GC                  | SG                  |                     |
| ------------------- | ------------------- | ------------------- | ------------------- | ------------------- | ------------------- | ------------------- | ------------------- | ------------------- | ------------------- | ------------------- |
| 1                   | Bangu               | 8                   | 4                   | 4                   | 0                   | 0                   | 16                  | 3                   | +13                 |                     |
| 2                   | Brasil              | 4                   | 4                   | 2                   | 0                   | 2                   | 3                   | 11                  | -8                  |                     |
| 3                   | Esperança           | 0                   | 4                   | 0                   | 0                   | 4                   | 3                   | 8                   | -5                  |                     |

## Campeão
| Taça João Ferrer de 1911         |
| -------------------------------- |
| Bangu Atlético Clube (2º título) |